# Dynsmalbi
Dynsmalbi (Lasioglossum tarsatum) är en biart som först beskrevs av Schenck 1870. Den ingår i släktet smalbin och familjen vägbin. Inga underarter finns listade i Catalogue of Life.

## Beskrivning
Biet är slankt och svart. Huvudet har något utåtbuktande clypeus (munsköld) och panna; hos hanen är spetsen på munnskölden, överläppen och käkarna gula. Antennerna har vanligtvis gul undersida, mest tydligt hos hanen. Framför allt hanen har tydliga, vita hårsamlingar upptill på tergiternas sidor. Motsvarande hårsamlingar kan även finnas hos honan, men i så fall är de mindre och finns bara på tergit 2 till 4. Kroppslängden är omkring 5 mm, något längre hos honan. Förväxlingsarter är blanksmalbi, och hos hanen även glanssmalbi.

## Ekologi
Arten är knuten till utpräglade sandområden, både kustnära dyner och mer inlandslokaliserade. Den kan även förekomma på andra sandrika habitat, som sandängar, sandiga flodstränder samt grus- och sandtag. Den är en av de arter som är beroende av markstörning för att förhindra igenväxning av sandytorna, och förekommer därför även på militära övningsfält. Biet är polylektiskt, det besöker blommande växter från många olika familjer, som rotfibbla och gråfibbla (från familjen korgblommiga växter), blåmunkar (klockväxter) samt sandvita (korsblommiga växter).

### Fortplantning
Arten har en generation per år, dock med lång flygtid, från maj till september. Litet är känt om artens sociala liv, men den antas vara solitär och, likt alla smalbin, samlar pollen som den lagrar i boet som näring åt avkomman. Iakttagelser tyder på att den har dvärgblodbi som boparasit, vilken i så fall lägger ägg i dynsmalbiets larvceller, ett ägg per cell, efter det att honan har förstört värdägget eller den nykläckta värdlarven. När larven kläcks lever den på den insamlade näringen.

## Utbredning
Utbredningsområdet omfattar Eurasien från Belgien i väster över sydvästra Schweiz till Kazakstan och Afghanistan i öster, och från Nordmakedonien i södra Europa till södra Sverige samt kring Sankt Petersburg i Ryssland.
I Sverige finns arten i Skåne, södra Halland, östra Blekinge samt med spridda fynd på Öland och i Bohuslän. Arten är ingenstans vanlig.
I Finland finns arten i praktiken inte längre. Den enda registrerade observationen gjordes 1987 i Helsingfors i Mellungsbacka.

## Status
Globalt rödlistar IUCN arten som nära hotad ("NT"). Främsta anledningen anges vara habitatförlust genom att dess huvudhabitat, dynfälten, hotas av turism och byggnation.
Enligt svenska Artdatabanken är arten klassificerad som livskraftig ("LC") i Sverige. Tidigare, 2005 till 2015, var arten rödlistad som nära hotad ("NT"). Arten har emellertid ökat sedan dess, bland annat på grund av att åtgärder genomförts för att restaurera de dynmiljöer i vilka arten lever. Hot som igenväxning av sandmarker och skogsplantering existerar dock fortfarande.
Finlands artdatacenter har inte klassificerat arten utan anger bara "endast föråldrade observationer" under fältet för utbredning.